# Thiachroia
Thiachroia là một chi bướm đêm thuộc họ Erebidae.